# Oizon

Oizon este o comună în departamentul Cher, Franța. În 1 ianuarie 2022 avea o populație de 667 de locuitori.